# Escuderia Fittipaldi
Escuderia Fittipaldi, também conhecida como: Copersucar-Fittipaldi, Skol-Fittipaldi ou Fittipaldi Automotive, foi uma escuderia de Fórmula 1 brasileira fundada em 1975 pelos irmãos Emerson e Wilson Fittipaldi Jr. (não confundir com Wilson Fittipaldi, o "Barão", que chegou a cortar a ajuda financeira aos filhos para tentar desencorajá-los da ideia). Competiu num total de 104 grandes prêmios. Sua estreia ocorreu no GP da Argentina de 1975, com Wilson Fittipaldi Jr.
Após trinta anos de sua apresentação oficial em Brasília, em 16 de outubro de 1974, o modelo FD01, o Copersucar pilotado por Wilson Fittipaldi Jr. - primeiro carro brasileiro a disputar uma prova de Fórmula 1 - voltou em 10 de novembro de 2004 à pista do Autódromo de Interlagos, totalmente restaurado.

## Início
No começo Wilson Fittipaldi Jr. queria fundar a primeira equipe sul-americana na Fórmula 1 e conseguiu após aproximadamente um ano de trabalho, tendo seu bólido projetado pelo brasileiro Ricardo Divila, o FD01. Em 1980 visando internacionalizar a equipe e após o fracasso do modelo F6/F6A, os Fittipaldi compram a Wolf, equipe que disputava o Campeonato de F1 e pertencia ao milionário canadense Walter Wolf.
Na sua história, a Copersucar-Fittipaldi teve diversos pilotos, como Ingo Hoffmann e Chico Serra, e até ajudou a formar um campeão mundial, o finlandês Keke Rosberg, que defendeu a equipe em 1980 e 1981. 

## Críticas e falta de apoio no país
"As pessoas diziam que o carro era muito fraquinho, que F1 no Brasil era uma piada e que a equipe não servia para nada. E a equipe foi perdendo seus patrocinadores", explica Luciano Pires, diretor de Comunicação Corporativa da Dana, fabricante de autopeças, responsável pela restauração do FD01, primeiro modelo da escuderia brasileira, vários anos após o encerramento da equipe.
A equipe fechou no final de 1982 numa forma melancólica. Os irmãos Fittipaldi deixaram os carros de lado e não quiseram mais mexer. O modelo FD01 ficou guardado em um galpão na fazenda da família em Araraquara, interior de São Paulo. Além de deixarem a equipe de lado, restou uma dívida de 7 milhões de dólares. "Mas o que mais nos magoou foi o fato de falarem da nossa equipe como um motivo de vergonha porque nunca vencemos uma prova", disse Wilson.

## Projeto de restauração do FD01
Em 2002, a Dana iniciou um projeto para recuperar alguns ícones da ‘mobilidade’, como o hidroavião Jahu, primeiro avião que atravessou o Atlântico. Assim, surgiu a ideia para recuperar o FD01. "Fomos atrás do Wilson, montamos uma equipe interna de quatro pessoas e o mesmo grupo que ajudou na fabricação do primeiro Copersucar", conta Luciano Pires, da Dana. Para recuperação, foram gastos 80 mil dólares.
No início de 2004, foi realizado um trabalho árduo na busca de peças. Foram à Inglaterra, Alemanha e outros países. "Tivemos de adaptar algumas coisas, como componentes de segurança que não duram trinta anos, os pneus (um pouco menores que os originais)", explicou Wilson.
Christian Fittipaldi, filho de Wilson, foi prestigiar o pai em Interlagos: "Não lembro do primeiro modelo. Tinha apenas três anos. Mas tenho uma foto em que estou empurrando a roda traseira, do Fittipaldi número 3, em 1976", falou Christian. E matou a vontade do pai e deu uma volta com o carro. "Ele está que nem uma criança, como se estivesse me dando um brinquedo novo. Esse brinquedo faz parte da história da vida dele", disse.

## Em 1980 Fittipaldi ficou à frente da Ferrari
Aos que teimam em lembrar da Copersucar, depois Fittipaldi, como um capítulo risível da história da F-1, alguns números são esclarecedores.
Na temporada de 1980, por exemplo, o time brasileiro terminou o campeonato em oitavo lugar com onze pontos, enquanto que a Ferrari ficou em decimo lugar com apenas oito pontos. Dois anos antes, a equipe ficou na frente de McLaren, Williams, Renault e Arrows no Mundial de Construtores. Emerson Fittipaldi, que juntou-se à Copersucar em 1976, marcou um ponto a menos que o canadense Gilles Villeneuve, da Ferrari.
Nas oito temporadas que disputou, a Copersucar-Fittipaldi acumulou 44 pontos em 104 GPs. Foram três pódios, o mais comemorado deles em 1978, o segundo lugar de Emerson no Rio de Janeiro com o modelo F5A. Nenhuma vitória, mas dezenove presenças nos pontos, numa época em que apenas os seis primeiros pontuavam.
Para comparar: a Jaguar encerrou suas atividades em 2004 com 49 pontos e dois pódios em 85 GPs. Era a equipe oficial da Ford. A Prost somou 35 pontos em 83 corridas, também com três pódios. A Sauber, em 206 largadas, conseguiu apenas seis pódios. Pelos padrões vigentes, pois, a Copersucar-Fittipaldi, hoje, se mantivesse o mesmo desempenho de sua época, estaria ranqueada facilmente entre as chamadas equipes intermediárias.
Nos seus oito anos de vida, a Copersucar-Fittipaldi teve na sua folha de pagamento, além do bicampeão Emerson, o projetista Adrian Newey, hoje na Red Bull e com passagens na Williams e McLaren, Keke Rosberg, que seria campeão pela Williams em 1982, Harvey Postlethwaite, projetista que depois trabalhou na Ferrari e na Tyrrell, e Jo Ramirez, uma espécie de faz-tudo que teve papel importante na logística da McLaren nos anos 80 e 90.
O FD01, restaurado pela Dana, gigante multinacional de autopeças e sistemas automotivos, poderá participar do Festival de Goodwood, na Inglaterra, em um futuro próximo. É a mais importante exibição de carros clássicos de corrida do mundo. A empresa também restaurou o FD04, primeiro carro da equipe pilotado por Emerson.

### Melhores resultados
Segundo lugar de Emerson Fittipaldi no Grande Prêmio do Brasil de 1978 e dois terceiros lugares: Keke Rosberg no GP da Argentina e Emerson Fittipaldi no GP do Oeste dos Estados Unidos, ambos na temporada de 1980.

## Pilotos que passaram pela equipe
- Wilson Fittipaldi Júnior
- Arturo Merzario
- Emerson Fittipaldi
- Ingo Hoffmann
- Alex Dias Ribeiro
- Keke Rosberg
- Chico Serra

## Resultados
| Ano  | Nome                  | Chassi         | Pneus | Motor                    | Óleo      | Número do Carro | Pilotos                  | Classificação      |
| ---- | --------------------- | -------------- | ----- | ------------------------ | --------- | --------------- | ------------------------ | ------------------ |
| 1982 | Fittipaldi Automotive | F8D F9         | P     | Ford Cosworth DFV 3.0 V8 | Valvoline | 20              | Chico Serra              | 13º lugar 1 ponto  |
| 1981 | Fittipaldi Automotive | F8C            | M A P | Ford Cosworth DFV 3.0 V8 | Valvoline | 20              | Keke Rosberg             | NC (14º) 0 ponto   |
| 1981 | Fittipaldi Automotive | F8C            | M A P | Ford Cosworth DFV 3.0 V8 | Valvoline | 21              | Chico Serra              | NC (14º) 0 ponto   |
| 1980 | Skol Fittipaldi Team  | F7 F8          | G     | Ford Cosworth DFV 3.0 V8 | Valvoline | 20              | Emerson Fittipaldi       | 8º lugar 11 pontos |
| 1980 | Skol Fittipaldi Team  | F7 F8          | G     | Ford Cosworth DFV 3.0 V8 | Valvoline | 21              | Keke Rosberg             | 8º lugar 11 pontos |
| 1979 | Fittipaldi Automotive | F5A F6 F6A     | G     | Ford Cosworth DFV 3.0 V8 | Shell     | 14              | Emerson Fittipaldi       | 12º lugar 1 ponto  |
| 1979 | Fittipaldi Automotive | F6A            | G     | Ford Cosworth DFV 3.0 V8 | Shell     | 19              | Alex Dias Ribeiro        | 12º lugar 1 ponto  |
| 1978 | Fittipaldi Automotive | F5A            | G     | Ford Cosworth DFV 3.0 V8 | Shell     | 14              | Emerson Fittipaldi       | 7º lugar 17 pontos |
| 1977 | Copersucar-Fittipaldi | FD04           | G     | Ford Cosworth DFV 3.0 V8 | Varga     | 28              | Emerson Fittipaldi       | 9º lugar 11 pontos |
| 1977 | Copersucar-Fittipaldi | FD04           | G     | Ford Cosworth DFV 3.0 V8 | Varga     | 29              | Ingo Hoffmann            | 9º lugar 11 pontos |
| 1977 | Copersucar-Fittipaldi | F5             | G     | Ford Cosworth DFV 3.0 V8 | Varga     | 28              | Emerson Fittipaldi       | 9º lugar 11 pontos |
| 1976 | Copersucar-Fittipaldi | FD03           | G     | Ford Cosworth DFV 3.0 V8 | Varga     | 31              | Ingo Hoffmann            | 11° lugar 3 pontos |
| 1976 | Copersucar-Fittipaldi | FD04           | G     | Ford Cosworth DFV 3.0 V8 | Varga     | 30              | Emerson Fittipaldi       | 11° lugar 3 pontos |
| 1976 | Copersucar-Fittipaldi | FD04           | G     | Ford Cosworth DFV 3.0 V8 | Varga     | 31              | Ingo Hoffmann            | 11° lugar 3 pontos |
| 1975 | Copersucar-Fittipaldi | FD01 FD02 FD03 | G     | Ford Cosworth DFV 3.0 V8 | Varga     | 30              | Wilson Fittipaldi Júnior | NC (16º) 0 ponto   |
| 1975 | Copersucar-Fittipaldi | FD03           | G     | Ford Cosworth DFV 3.0 V8 | Varga     | 30              | Arturo Merzario          | NC (16º) 0 ponto   |

## Resultados Completos da Fittipaldi na Fórmula 1
|      |      |                      |   |    |                    |     |     |     |     |     |     |     |     |     |     |     |     |     |     |     |     |     |    |          |  |  |
|      |      |                      |   |    |                    | RSA | BRA | USW | SMR | BEL | MON | USE | CAN | NED | GBR | FRA | GER | AUT | SWI | ITA | LVG |     |    |          |  |  |
| 1982 | F8D  | Ford Cosworth DFV V8 | G | 20 | Chico Serra        | 17  | Ret | NQ  |     | 6   | NPQ | 11  | NQ  | Ret | Ret |     |     |     |     |     |     |     | 1  | 13º      |  |  |
| 1982 | F9   | Ford Cosworth DFV V8 | G | 20 | Chico Serra        |     |     |     |     |     |     |     |     |     | NQ  | 11  | 7   | NQ  | 11  | NQ  |     |     | 1  | 13º      |  |  |
|      |      |                      |   |    |                    |     |     |     |     |     |     |     |     |     |     |     |     |     |     |     |     |     |    |          |  |  |
|      |      |                      |   |    |                    | USW | BRA | ARG | SMR | BEL | MON | ESP | FRA | GBR | GER | AUT | NED | ITA | CAN | LVG |     |     |    |          |  |  |
| 1981 | F8C  | Ford Cosworth DFV V8 | M | 20 | Keke Rosberg       | Ret | 9   | Ret |     |     |     | 12  | Ret | Ret | NQ  |     |     |     |     |     |     |     | 0  | NC (14º) |  |  |
| 1981 | F8C  | Ford Cosworth DFV V8 | M | 21 | Chico Serra        | 7   | Ret | Ret |     |     |     | 11  | DNS | NQ  | NQ  |     |     |     |     |     |     |     | 0  | NC (14º) |  |  |
| 1981 | F8C  | Ford Cosworth DFV V8 | A | 20 | Keke Rosberg       |     |     |     | Ret | Ret | NQ  |     |     |     |     |     |     |     |     |     |     |     | 0  | NC (14º) |  |  |
| 1981 | F8C  | Ford Cosworth DFV V8 | A | 21 | Chico Serra        |     |     |     | NQ  | Ret | NQ  |     |     |     |     |     |     |     |     |     |     |     | 0  | NC (14º) |  |  |
| 1981 | F8C  | Ford Cosworth DFV V8 | P | 20 | Keke Rosberg       |     |     |     |     |     |     |     |     |     |     |     | NQ  | NQ  | NQ  | 10  |     |     | 0  | NC (14º) |  |  |
| 1981 | F8C  | Ford Cosworth DFV V8 | P | 21 | Chico Serra        |     |     |     |     |     |     |     |     |     |     |     | NQ  | NQ  | NQ  | NQ  |     |     | 0  | NC (14º) |  |  |
|      |      |                      |   |    |                    |     |     |     |     |     |     |     |     |     |     |     |     |     |     |     |     |     |    |          |  |  |
|      |      |                      |   |    |                    | ARG | BRA | RSA | USW | BEL | MON | FRA | GBR | GER | AUT | NED | ITA | CAN | USE |     |     |     |    |          |  |  |
| 1980 | F7   | Ford Cosworth DFV V8 | G | 20 | Emerson Fittipaldi | NC  | 15  | 8   | 3   | Ret | 6   | Ret |     |     |     |     |     |     |     |     |     |     | 11 | 8º       |  |  |
| 1980 | F7   | Ford Cosworth DFV V8 | G | 21 | Keke Rosberg       | 3   | 9   | Ret | Ret | 7   | NQ  | Ret | NQ  |     |     |     |     |     |     |     |     |     | 11 | 8º       |  |  |
| 1980 | F8   | Ford Cosworth DFV V8 | G | 20 | Emerson Fittipaldi |     |     |     |     |     |     |     | 12  | Ret | 11  | Ret | Ret | Ret | Ret |     |     |     | 11 | 8º       |  |  |
| 1980 | F8   | Ford Cosworth DFV V8 | G | 21 | Keke Rosberg       |     |     |     |     |     |     |     |     | Ret | 16  | NQ  | 5   | 9   | 10  |     |     |     | 11 | 8º       |  |  |
|      |      |                      |   |    |                    |     |     |     |     |     |     |     |     |     |     |     |     |     |     |     |     |     |    |          |  |  |
|      |      |                      |   |    |                    | ARG | BRA | RSA | USW | ESP | BEL | MON | FRA | GBR | GER | AUT | NED | ITA | CAN | USE |     |     |    |          |  |  |
| 1979 | F5A  | Ford Cosworth DFV V8 | G | 14 | Emerson Fittipaldi | 6   | 11  |     | Ret | 11  | 9   | Ret | Ret | 12  |     |     |     |     |     |     |     |     | 1  | 12º      |  |  |
| 1979 | F6   | Ford Cosworth DFV V8 | G | 14 | Emerson Fittipaldi |     |     | 13  |     |     |     |     |     |     |     |     |     |     |     |     |     |     | 1  | 12º      |  |  |
| 1979 | F6A  | Ford Cosworth DFV V8 | G | 14 | Emerson Fittipaldi |     |     |     |     |     |     |     |     |     | Ret | Ret | Ret | 8   | 8   | 7   |     |     | 1  | 12º      |  |  |
| 1979 | F6A  | Ford Cosworth DFV V8 | G | 19 | Alex Dias Ribeiro  |     |     |     |     |     |     |     |     |     |     |     |     |     | NQ  | NQ  |     |     | 1  | 12º      |  |  |
|      |      |                      |   |    |                    |     |     |     |     |     |     |     |     |     |     |     |     |     |     |     |     |     |    |          |  |  |
|      |      |                      |   |    |                    | ARG | BRA | RSA | USW | MON | BEL | ESP | SWE | FRA | GBR | GER | AUT | HOL | ITA | USE | CAN |     |    |          |  |  |
| 1978 | F5A  | Ford Cosworth DFV V8 | G | 14 | Emerson Fittipaldi | 9   | 2   | Ret | 8   | 9   | Ret | Ret | 6   | Ret | Ret | 4   | 4   | 5   | 8   | 5   | Ret |     | 17 | 7º       |  |  |
|      |      |                      |   |    |                    |     |     |     |     |     |     |     |     |     |     |     |     |     |     |     |     |     |    |          |  |  |
|      |      |                      |   |    |                    | ARG | BRA | RSA | USW | ESP | MON | BEL | SWE | FRA | GBR | GER | AUT | NED | ITA | USE | CAN | JAP |    |          |  |  |
| 1977 | FD04 | Ford Cosworth DFV V8 | G | 28 | Emerson Fittipaldi | 4   | 4   | 10  | 5   | 14  | Ret |     |     |     |     |     |     |     |     |     |     |     | 11 | 9º       |  |  |
| 1977 | FD04 | Ford Cosworth DFV V8 | G | 29 | Ingo Hoffmann      | Ret | 7   |     |     |     |     |     |     |     |     |     |     |     |     |     |     |     | 11 | 9º       |  |  |
| 1977 | F5   | Ford Cosworth DFV V8 | G | 28 | Emerson Fittipaldi |     |     |     |     |     |     | Ret | 18  | 11  | Ret | NQ  | 11  | 4   | NQ  | 13  | Ret |     | 11 | 9º       |  |  |
|      |      |                      |   |    |                    |     |     |     |     |     |     |     |     |     |     |     |     |     |     |     |     |     |    |          |  |  |
|      |      |                      |   |    |                    | BRA | RSA | USW | ESP | BEL | MON | SWE | FRA | GBR | GER | AUT | NED | ITA | CAN | USE | JAP |     |    |          |  |  |
| 1976 | FD03 | Ford Cosworth DFV V8 | G | 31 | Ingo Hoffmann      | 11  |     |     |     |     |     |     |     |     |     |     |     |     |     |     |     |     | 3  | 11º      |  |  |
| 1976 | FD04 | Ford Cosworth DFV V8 | G | 31 | Ingo Hoffmann      |     |     | NQ  | NQ  |     |     |     | NQ  |     |     |     |     |     |     |     |     |     | 3  | 11º      |  |  |
| 1976 | FD04 | Ford Cosworth DFV V8 | G | 30 | Emerson Fittipaldi | 13  | 17  | 6   | Ret | NQ  | 6   | Ret | Ret | 6   | 13  | Ret | Ret | 15  | Ret | 9   | Ret |     | 3  | 11º      |  |  |
|      |      |                      |   |    |                    |     |     |     |     |     |     |     |     |     |     |     |     |     |     |     |     |     |    |          |  |  |
|      |      |                      |   |    |                    | ARG | BRA | RSA | ESP | MON | BEL | SWE | NED | FRA | GBR | GER | AUT | ITA | EUA |     |     |     |    |          |  |  |
| 1975 | FD01 | Ford Cosworth DFV V8 | G | 30 | Wilson Fittipaldi  | Ret |     |     |     |     |     |     |     |     |     |     |     |     |     |     |     |     | 0  | NC (16º) |  |  |
| 1975 | FD02 | Ford Cosworth DFV V8 | G | 30 | Wilson Fittipaldi  |     | 13  | NQ  | Ret | NQ  | 12  | 17  |     |     |     |     |     |     |     |     |     |     | 0  | NC (16º) |  |  |
| 1975 | FD03 | Ford Cosworth DFV V8 | G | 30 | Wilson Fittipaldi  |     |     |     |     |     |     |     | 11  | Ret | 19  | Ret | NQ  |     | 10  |     |     |     | 0  | NC (16º) |  |  |
| 1975 | FD03 | Ford Cosworth DFV V8 | G | 30 | Arturo Merzario    |     |     |     |     |     |     |     |     |     |     |     |     | 11  |     |     |     |     | 0  | NC (16º) |  |  |